# بازگشت ادبی
از اوایل سدهٔ دوازدهم هجری تحولی در شعر فارسی پدید آمد و گروهی از گویندگان به سبک هندی که به تدریج به ابتذال کشیده شده بود، پشت پا زدند و به پیروی از سبک شعرای قدیم از قبیل فرخی سیستانی، منوچهری دامغانی، انوری ابیوردی، خاقانی و سعدی پرداختند.
شیوهٔ شاعری این استادان را «سبک اصفهانی» یا «بازگشت به سبک قدیم» نامیده‌اند.
در ادبیات، بازگشت به سبک قدیم به‌عنوان یک دوره محسوب می‌شود نه یک سبک خاص. چنان‌که در کتاب سبک‌شناسی استاد ملک‌الشعرای بهار (سه جلدی)، انواع سبک‌های شعر فارسی، از ابتدای سدهٔ سوم و حضور رودکی تا سدهٔ حاضر، به چهار دسته تقسیم شده‌اند.
1. سبک خراسانی (سامانی): از ابتدای سدهٔ سوم تا اواخر سدهٔ ششم.
2. سبک عراقی: از اواخر سدهٔ ششم تا اواسط سدهٔ نهم. این سبک با سنایی آغاز و با عبدالرحمن جامی پایان می‌پذیرد.
3. سبک هندی (سبک صائب): از اواخر سدهٔ نهم تا اواخر سدهٔ دوازدهم. از آنجا که صائب تبریزی طلایه‌دار این نوع سبک است، به نام وی هم مشهور است.

سبک اصفهانی (بازگشت): از اواخر سدهٔ دوازدهم و اوایل سدهٔ سیزدهم شروع می‌شود و تا اواسط سدهٔ چهاردهم ادامه می‌یابد. صبای کاشانی، نشاط اصفهانی و آذر بیگدلی از بنیانگذاران دورهٔ بازگشت ادبی هستند. اشعار شاعران این دوره، در بحری یکنواخت سروده شده و وزن روان و آرام آن، باب میل عامهٔ مردم است. طبیب اصفهانی از محبوب‌ترین شاعران این دوره‌است.
ابیاتی از شعر طبیب اصفهانی:
| غمش در نهان‌خانهٔ دل نشیند      |  | به نازی که لیلی به محمل نشیند   |
| به دنبال محمل چنان زار گریم   |  | که از گریه‌ام ناقه در گل نشیند   |
| خلد گر به پا خاری، آسان برآرم |  | چه سازم به خاری که در دل نشیند؟ |
| پی ناقه‌اش رفتم آهسته، ترسم    |  | غباری به دامان محمل نشیند       |
| مرنجان دلم را که این مرغ وحشی |  | ز بامی که برخاست مشکل نشیند     |
| عجب نیست خندد اگر گل به سروی  |  | که در این چمن پای در گل نشیند   |
| به‌نازم به بزم محبّت که آنجا    |  | گدایی به شاهی مقابل نشیند       |
| طبیب، از طلب در دو گیتی میاسا |  | کسی چون میان دو منزل، نشیند؟    |

(طبیب اصفهانی)
۴- سبک معاصر (نیمایی - نو): از اوایل سدهٔ چهاردهم و با انتشار شعر «افسانه» شروع شده و تا عصر حاضر ادامه دارد. بنیانگذار آخرین سبک شعر فارسی، علی اسفندیاری مشهور به نیما یوشیج است. وی در یک انجمن ادبی ماهانه در حضور استادان بزرگ آن زمان، نخستین شعر نوی خود را که با بهره‌گیری از الزام وجود قافیه در شعر و نبود وزن یکسان در هر مصراع و هم چنین رعایت نکردن حدود مصراع‌ها (مصراع‌های شعر او گاه کوتاه و گاه بلند بود) سروده بود، قرائت کرد و با مخالفت‌های شدید آن‌ها مواجه شد. نام نخستین شعر نوی نیما ققنوس بود.

## نمایندگان سبک
- مشتاق اصفهانی
- هاتف اصفهانی
- عاشق اصفهانی
- آذر بیگدلی
- صباحی بیدگلی

در رأس سرایندگان سبک بازگشت ادبی هستند.
دیگر شاعران این سبک عبارتند از:
- قاآنی شیرازی
- سروش اصفهانی
- نامی اصفهانی
- محمود خان صبا
- نشاط اصفهانی
- شیدای گراشی
- مجمر اصفهانی
- فروغی بسطامی
- جعفر پیدا

## نمونه اشعار
| باز برآمد به کوه، رایت ابر بهار   |  | سیل فرو ریخت سنگ، از زبر کوهسار     |
| باز به جوش آمدند، مرغان از هرکنار |  | فاخته و بوالملیح، صلصل و کبک و هزار |

(قاآنی)
| دوش رفتم به کوی باده فروش |  | ز آتش عشق، دل به جوش و خروش  |
| محفلی نغز دیدم و روشن     |  | میر آن بزم، پیر باده فروش    |
| چاکران ایستاده صف در صف   |  | باده خواران نشسته دوش به دوش |
| پیر در صدر و می‌کشان گردش  |  | پاره‌ای مست و پاره‌ای مدهوش    |
| سینه بی کینه و درون صافی  |  | دل پر از گفت و گو و لب خاموش |
| همه را از عنایت ازلی      |  | چشم حق بین و گوش راز نیوش    |
| سخن این به ان هنیئا لک    |  | سخن آن به این که بادت نوش    |
| گوش بر چنگ و چشم بر ساغر  |  | آرزوی دو کون در آغوش         |

(هاتف اصفهانی)
| در فصل بهار و صحن گلزار     |  | جام می ارغوان به دست آر    |
| آن چیست که به بود از این دو |  | فصل گل و وصل یار غمخوار    |
| در محضر دلربای گلچهر        |  | گل خوش بود و شراب گلنار    |
| یاقوت لبی که تُنگ نوشش       |  | هرگاه که می‌شود شکربار      |
| سازد به جهان نبات مصری      |  | بی‌قیمت و بی‌رواج و مقدار    |
| با شهد لبش عسل بسی تلخ      |  | پیش دهنش شکر بسی خوار      |
| این زلف سیاه مشک‌فامش        |  | بشکسته رواج مشک تاتار      |
| تاتار اسیر تار زلفش         |  | صد چین ز ختا به چینِ هر تار |
| شیدا بدهد روان شیرین        |  | حالی به سر وفای دلدار      |

(شیدای گراشی)